# Don't Wanna Cry
Pour les articles homonymes, voir wannaCry.
Singles de Namie Amuro
Chase the Chance
(1995) You're My Sunshine
(1996)
Don't Wanna Cry est une chanson de la chanteuse et productrice de disques japonaise Namie Amurosortie sur le label Avex Trax, en tant que troisième single de son premier album solo Sweet 19 Blues. C'est son deuxième single consécutif à se vendre à un million d'exemplaires ainsi que son deuxième single consécutif numéro un. En décembre, le single a remporté le "Grand Prix Award" de la 38e édition annuelle des Japan Record Award (analogue au l'enregistrement de l'année des Grammy Awards). Âgée de 19 ans à l'époque, elle est la plus jeune artiste à avoir reçu le grand prix.

## Lien commercial
Don't Wanna Cry a été utilisé dans les publicités de Daido Mistio comme chanson d'image.

## Liste des titres
Toutes les paroles sont écrites par Tetsuya Komuro, Takahiro Maeda.
| 1. | Don't wanna cry (Radio Edit)       | 4:40 |
| 2. | present                            | 4:39 |
| 3. | Don't wanna cry (Original Karaoke) | 4:39 |
| 4. | present (Original Karaoke)         | 4:38 |

## Production
- Producteur = Tetsuya Komuro
- Arrangement = Tetsuya Komuro, Cozy Kubo
- Mixage = Chris Lord-Alge